# Ragnarok

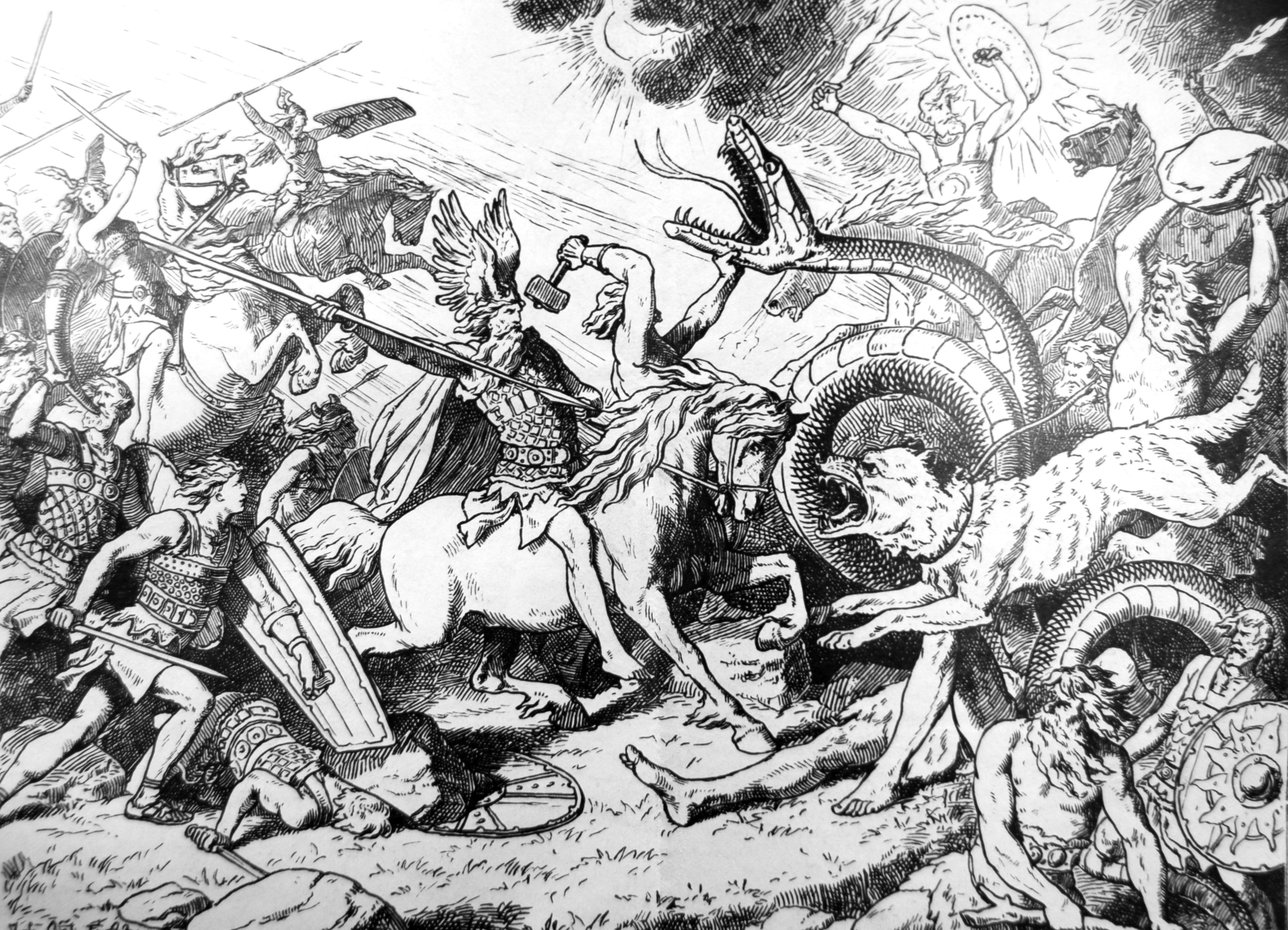
Ragnarök. Thor pakt de Midgaardslang aan en Odin strijdt met Fenrir. Tekening van Johannes Gehrts

Ragnarök of Ragnarok is het lot van de heersende machten, wat historisch gereduceerd werd tot de betekenis van ondergang van de goden (en de wereld). Die zou plaatshebben in de vorm van een eindstrijd tussen ontketende reuzen en goden, waarbij de vuurreus Surt het vuur aan de lont steekt en met zijn vlammend zwaard zo goed als alles vernietigt. Daaraan vooraf zijn de meeste goden, reuzen en monsters al in deze kosmische strijd omgekomen.
Maar Ragnarok is tegelijk een eindpunt en een beginpunt. Na de slag zal de wereld geteisterd worden door natuurrampen en uiteindelijk verdwijnen in de zee, waarna de wereld weer frisgroen boven de golven vandaan komt. De goden zullen herboren worden en de wereld zal herbevolkt worden door twee overlevende mensen.

## Naambetekenissen

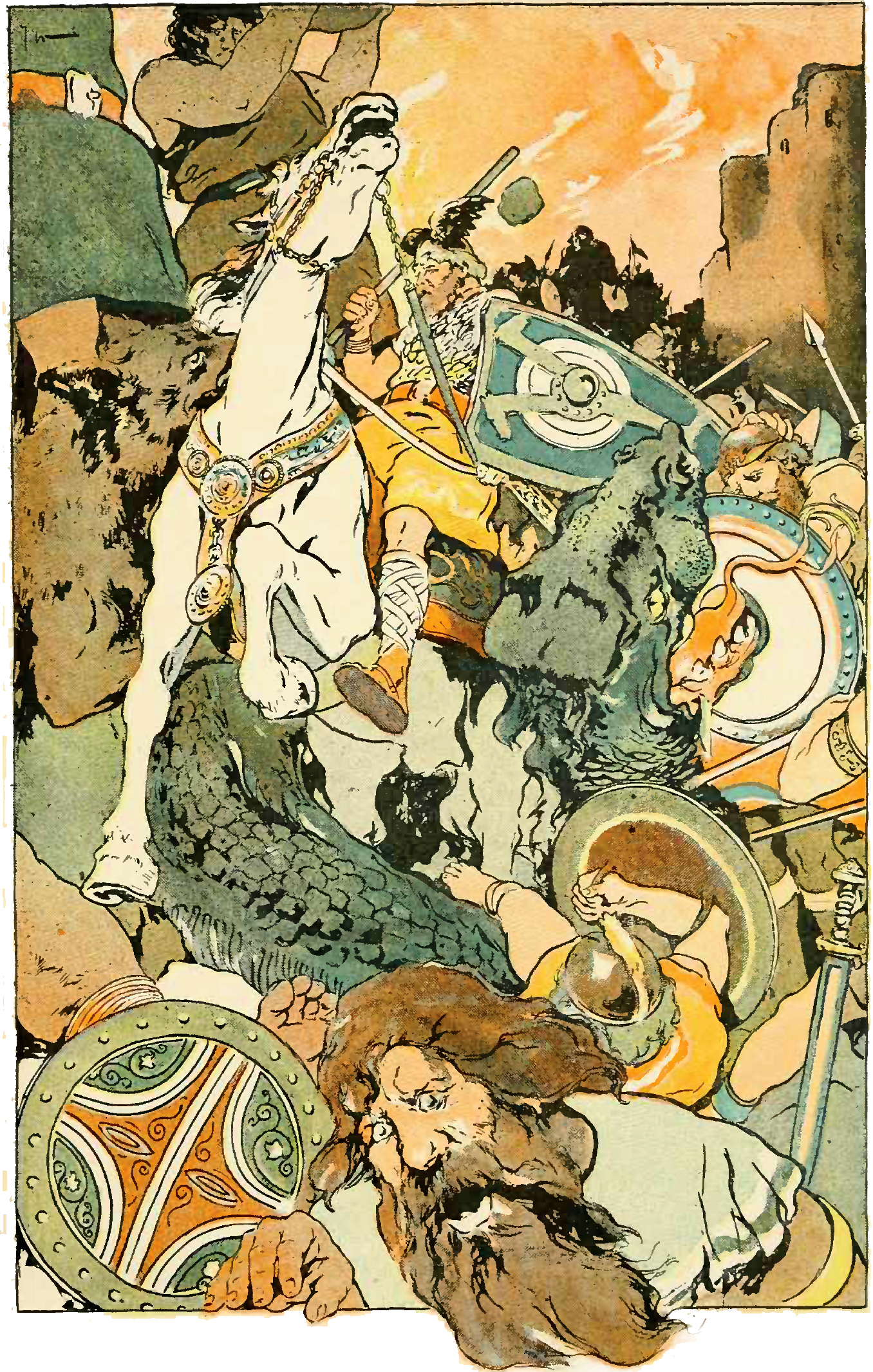
Ragnarok; de strijd begint

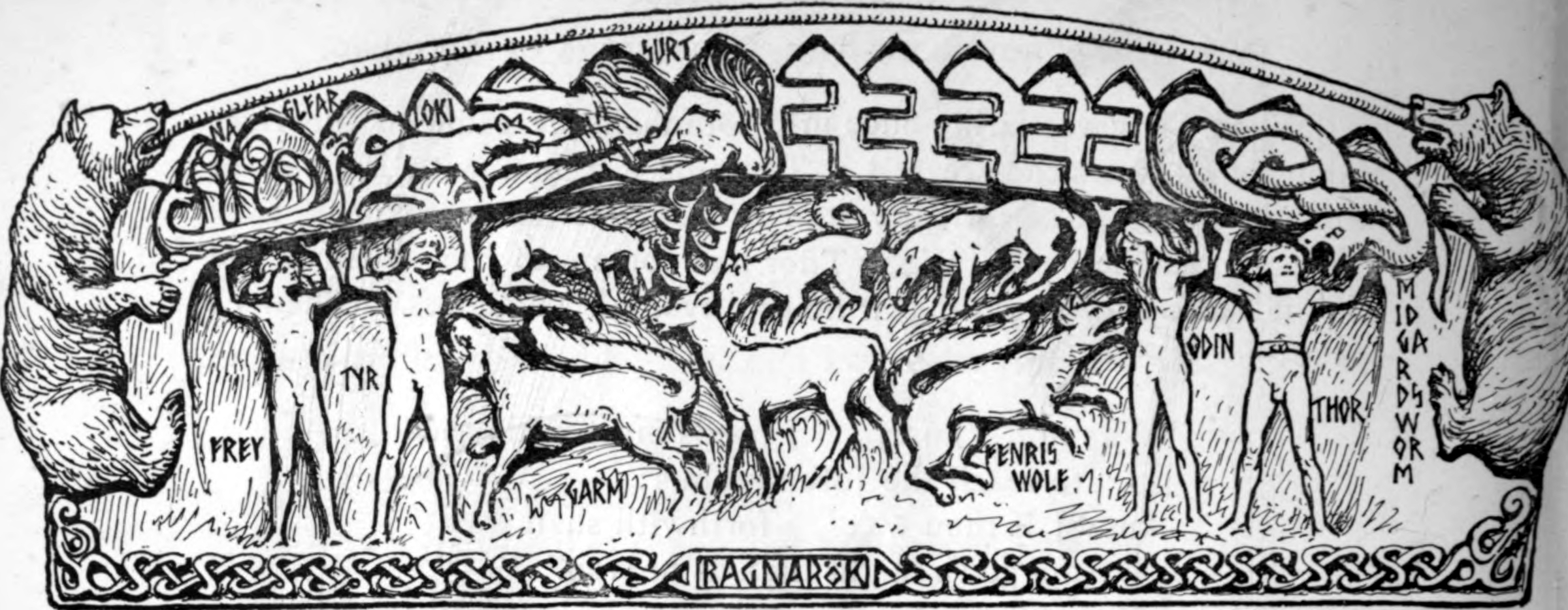
Ragnarok

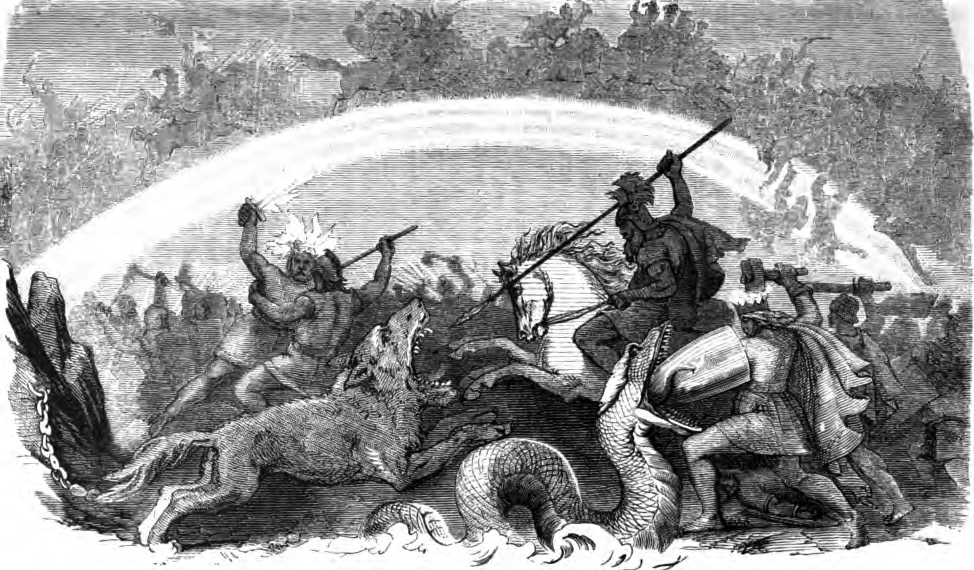
Ragnarok; Odin rijdt op Sleipnir en vecht tegen Fenrir, Thor verdedigt zich tegen de slang Jörmungandr met een schild en zijn hamer Mjöllnir, Freyr en de vlammende Surtr vechten, er vindt achter hen een gigantische slag plaats op de regenboogbrug Bifröst

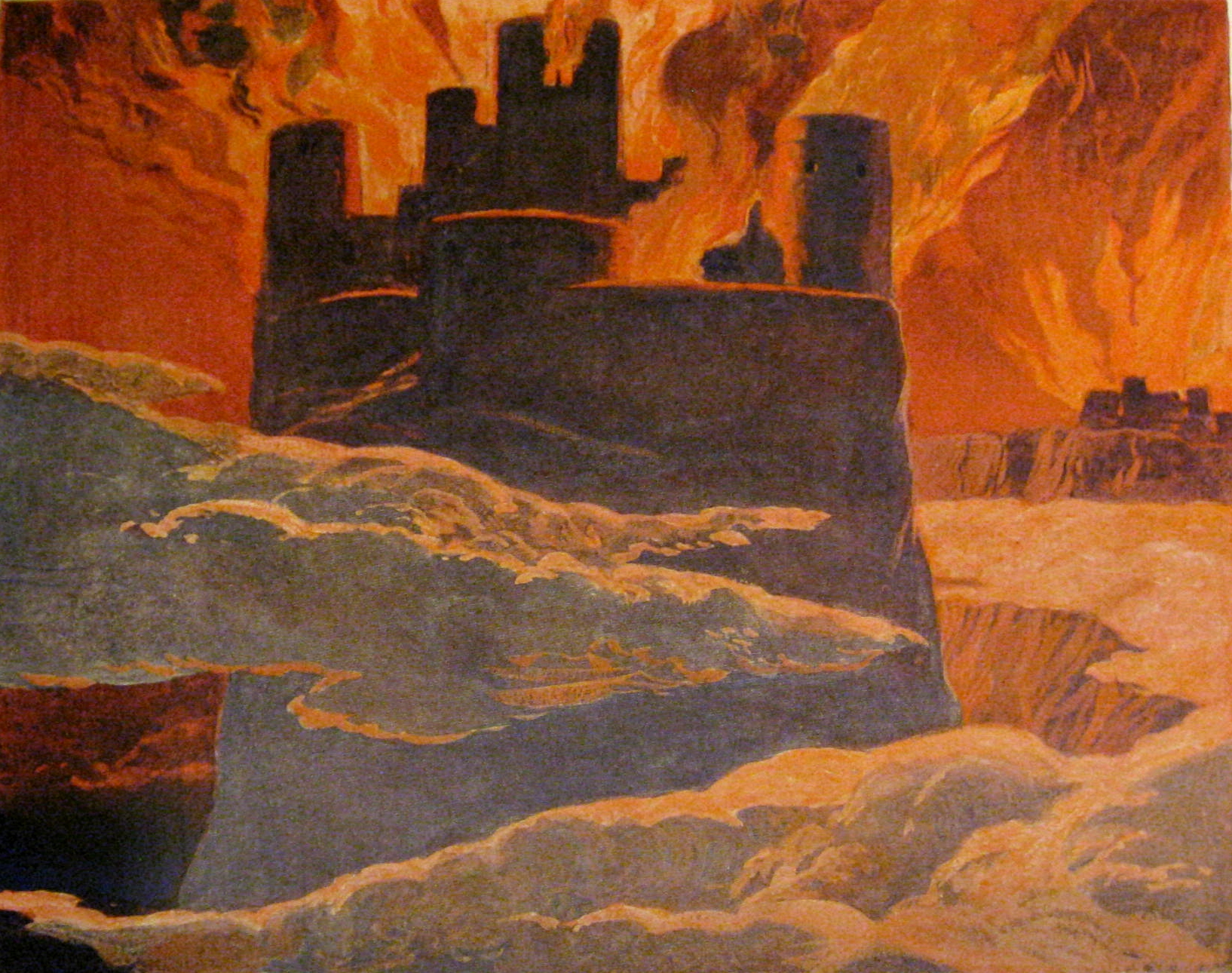
Ragnarok, Asgard staat in brand

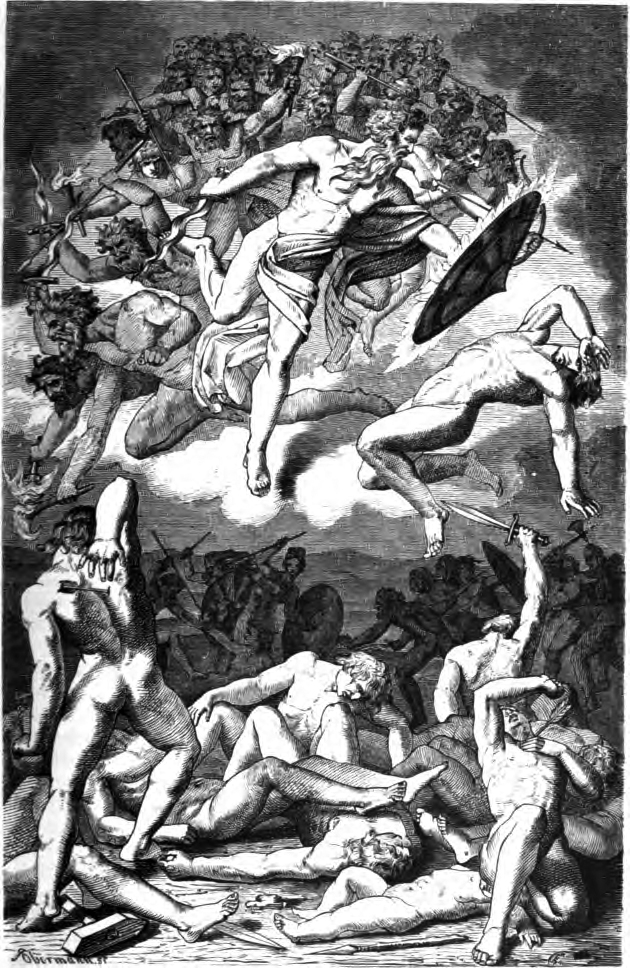
De lucht splijt open en de zonen van Muspell strijden tegen de Asen tijdens Ragnarok

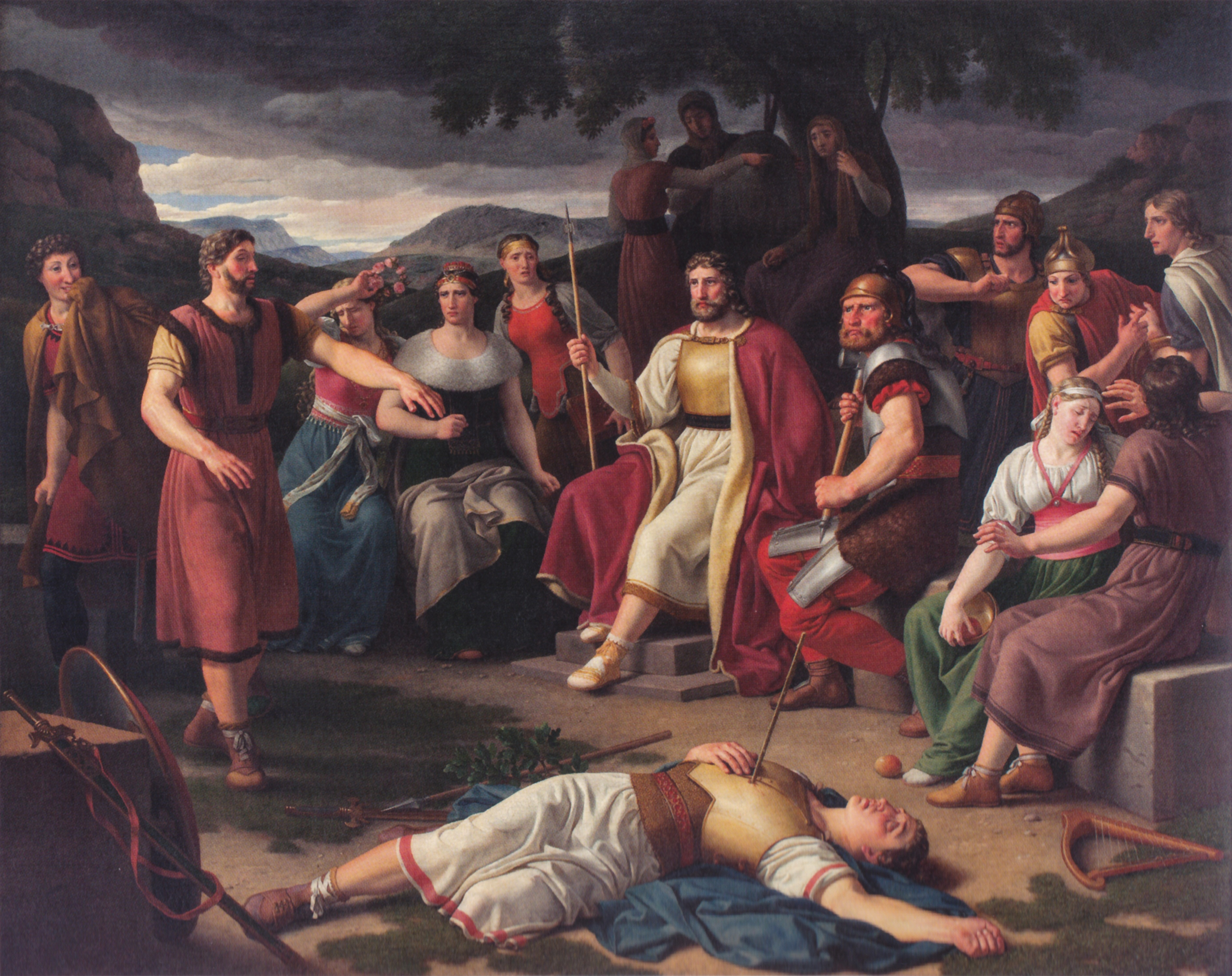
Baldr's dood

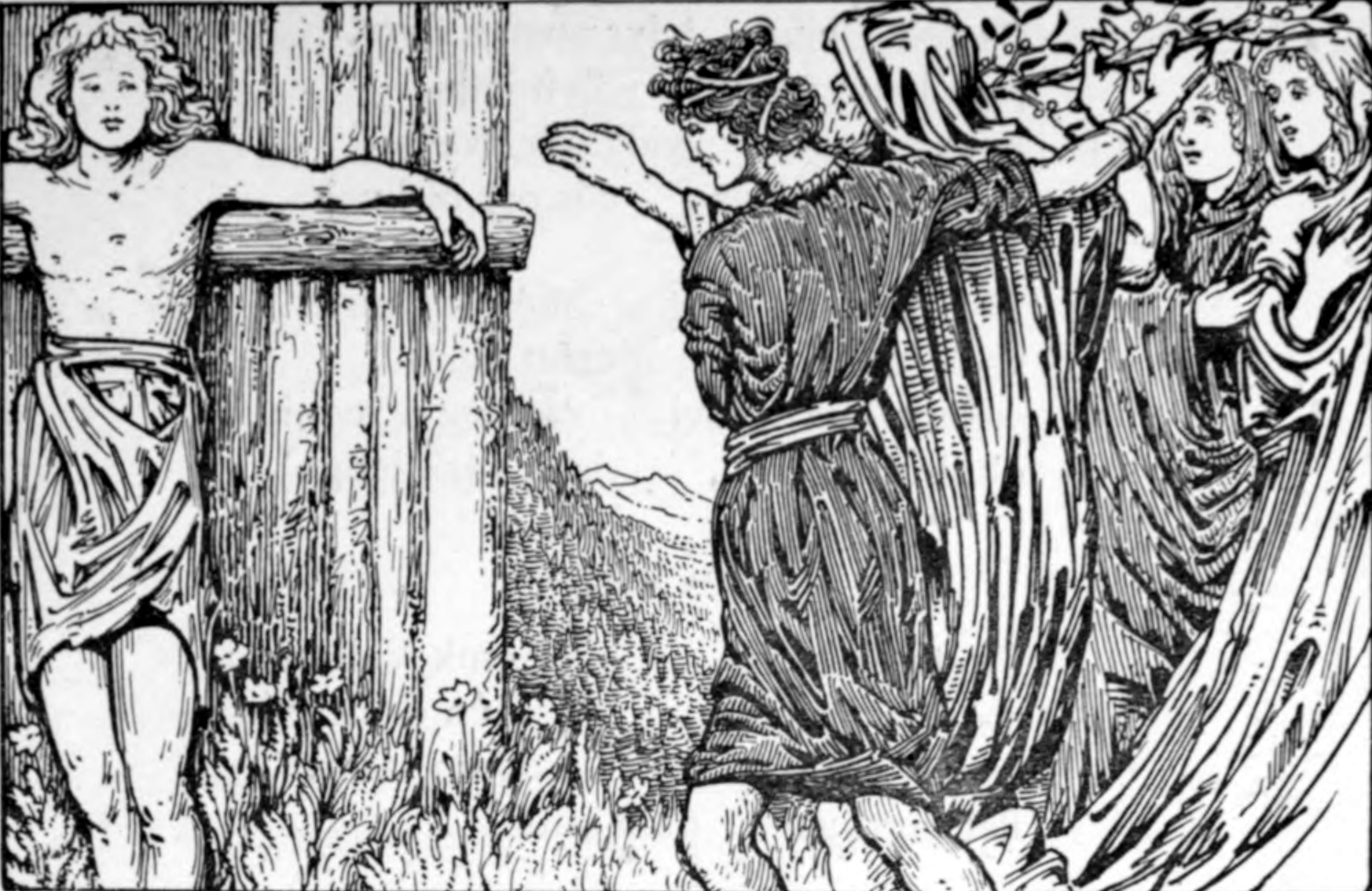
Baldr's dood

Men moet onderscheid maken tussen Ragnarök (of Ragnarok) en Ragnarokr (met eind-r), want er is een subtiel betekenisverschil:
- Ragnarök: (Oudnoords lotgevallen van de machten; van regin, gen. pl. ragna = heersende macht (god) + rök = oorzaak, zin van de oorsprong, wending, zoals nog in de volksmond den raak hebben: door het noodlot geraakt worden). Het begrip Ragnarök duidt erop hoe het de heersende machten vergaat van begin tot einde. Dus de wetmatigheden waaraan hun opkomst, ontwikkeling en verdwijning lijkt te beantwoorden. Men spreekt hier van de geschiedenis en ondergang van de goden, zoals die in de Völuspá wordt uiteengezet.
- Ragnarøkkr of *Ragnarøkr (Oudnoords: ondergang van de machten; van regin, gen. pl. ragna = heersende macht (god) + røkkr = duisternis, vandaar uitdoving, verduistering, ondergang). Dit begrip is ontstaan op basis van een foute interpretatie door Snorri Sturluson van de Völuspá, die in zijn weergave van de Proza Edda telkens ragna rökr schrijft. Daarmee is enkel dit facet van het oorspronkelijke begrip uitvergroot, namelijk de ondergang van de goden. Op basis van Snorri's werk is dit facet dan verder uitgewerkt als Götterdämmerung. Het gaat hier niet alleen om de goden, maar ook om de Asen als de Reuzen en andere mythische wezens. Dus hun lot wordt hun ondergang.

Het blijkt dat steeds verder is afgeweken van het oorspronkelijke mythologische begrip. In hoeverre dit onder invloed is gebeurd van het christendom is nog niet opgehelderd. Wel is duidelijk dat Snorri enige omzichtigheid in acht nam ten opzichte van de nieuwe gekerstende macht en de veranderde publieke opinie.
Het gaat hier niet over een strijd tussen goed en kwaad, zoals in christelijke zin, maar over een veel grotere strijd, die tussen orde en chaos die in elkaar overgaan. Chaos overwint kosmos om over te gaan naar een nieuwe scheppingsorde.

## Factoren van het goddelijk noodlot
1. Er is een drietal machtige onwezens ontstaan als nazaten van Loki en Angrboða, als gevolg van de manier waarop de goden deze proberen aan banden te leggen, namelijk Jörmungandr, Fenrir en Hel.
2. De dood van Baldr en het vastbinden van Loki.
3. Fimbulvetr De winter van de winters.

Dit zijn elementen die meespelen in de manier waarop het lot van de machten zich ontwikkelt van begin tot eind. Het zal er ten slotte toe leiden dat de reuzen hun volle macht hervatten om zo alle orde die de goden hadden gevestigd terug te vernielen.

## Het voorspel

### De godenoorlog
De eerste oorlog in de wereld was die tussen de twee godenfamilies, de Asen en de Vanen. Deze had een oorzaak: de Asen mishandelden Gullveig (ook wel Goudroes), die het goud bij de mensen bracht. Het lukte de Asen echter niet Goudroes uit te schakelen, zij bezat magische Vanenkracht. Waarschijnlijk werden met Goudroes en de Glanzende een en dezelfde godin bedoeld, namelijk Freya. Belangrijker is echter, dat de grote burcht der Asen werd vernietigd door de Vanen, omdat de Asen niet de verzoeken der Vanen in wilden willigen. De Vanen waren incestueus en hielden zich zodoende bezig met voor de Asen verderfelijke praktijken, en daarom weigerden de Asen in te gaan op het verzoek van de Vanen om de rijkdommen der aarde te verdelen. Dit als schadevergoeding voor de mishandeling van Goudroes. De oorlog breekt uit, de burcht, nog gebouwd door Ask en Embla, wordt verpletterd. Völuspá gaat door:
Toen gingen alle goden naar hun rechterstoel,
de Hoogheilige Heersers beraadslaagden:
wie had de lucht geheel en al vergiftigd?
Wie had Ods lief (Freya) aan de reuzen verkwanseld?
Thor sloeg als enige toe, ziedend van woede,
zelden blijft hij zitten als hij zoiets ervaart:
zo wankelden woorden, plechtige beloftes,
alle verdragen die uitgewisseld waren.
Naar: een vertaling van Marcel Otten van de Edda.

### Eedbreuk
De vrede was getekend, de Asen zonden Honir en Mimir naar de Vanen, de Vanen zonden Freyr, Njord en Freya naar de Asen om zo de vrede te bekrachtigen. Dit deel van het verhaal heeft nog een kant: Mimir (Mijmeraar) werd onthoofd en het hoofd teruggezonden aan de Asen.
Maar belangrijker is nu dat een reus, een hrimthurs, zich heeft aangeboden om Asgard te herbouwen, op voorwaarde dat hij Freya tot vrouw krijgt. De Asen stemmen hiermee in, mits de burcht binnen zes maanden klaar zal zijn. De reus begint aldus met bouwen, en tot ontsteltenis van de Asen is de gehele burcht drie dagen voor tijd klaar, enkel de poort ontbreekt nog.
Loki verzint echter een list. De reus bouwt de burcht met behulp van een hengst, en Loki lokt de hengst weg door zich in een merrie te veranderen. Als de reus bemerkt dat Loki hierachter zat, wordt hij woedend. Dan wordt Thor erbij gehaald. Zonder te twijfelen slaat hij de reus neer, onwetend van de hele zaak. Met een klap van Mjolnir slaat hij de reus dood. Maar de Asen hebben nu hun eed gebroken, iets onvergeeflijks in de Noordse cultuur, en dit werd een constructiefout die het einde van de wereld ten gevolg had.

### Het noodlot, Balders dood
Dat de wereld zou vergaan stond al vast sinds het ontstaan van de eerste wezens, in de oude wereld van ijs, leegte en vuur. Doch met het breken van hun eed betrokken de goden zichzelf bij dit lot, en Balders dood bezegelde dit.
Een tweede gebeuren dat de eindtijd veroorzaakt is namelijk de moord op Baldr, zoon van Odin en Frigg, een wezen van licht, onschuld en volmaaktheid. De moeder wou het kind quasi onkwetsbaar maken. Er was dus een kwetsbare plek, (waar ook helden als Achilles en Siegfried aan ten onder gingen). Zij had alle wezens, bomen en planten de belofte gevraagd, om haar zoon nooit kwaad te doen. Maar zij was de maretak vergeten, een zwakke houtsoort. Loki zoekt de kwetsbare plek uit, vermomd als een oud vrouwtje, dat Frigg de kennis ervan ontlokt. Hij gebruikt Baldr's blinde broer Hodr als instrument en laat hem een maretakpijl afschieten door hem te helpen richten.
Baldr kan niet naar Valhöll omdat hij niet eervol op het strijdperk is gestorven, maar moet dus naar Hel (de gewone onderwereld).
Frigg smeekt alles ter wereld om opnieuw Baldr weer naar de wereld te laten komen om daarna naar Valhöll te kunnen. Voorwaarde van Hel is dat dan iedereen op aarde moet treuren. Maar er is een reus die weigert te treuren, op aanstoken van Loki.
Maar Balders dood zou ertoe leiden dat er, na de ondergang, een nieuwe wereld zou ontstaan. Misschien speelde dat ook mee bij Loki, toen hij Balder liet doden door de blinde Hodr zogezegd voor het spel de maretakpijl op zijn onoverwinnelijke broer te laten afschieten, waarbij Loki hem hielp richten.
Na de ragnarök zou Balder herrijzen, en de aanvoerder van de nieuwe wereld worden. Waar Loki gezien wordt als Beëindiger (hij was vuurgod, en de aarde zou verbranden door het vlammende zwaard van Surt), kan Balder gezien worden als Beginner.

## Het scenario

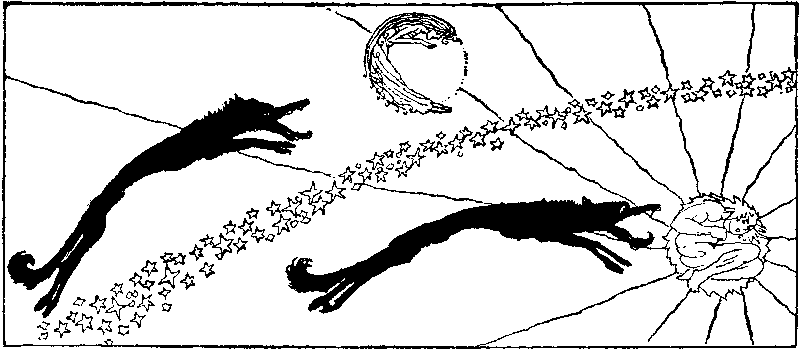
Sköll en Hati jagen op Sól en Mani

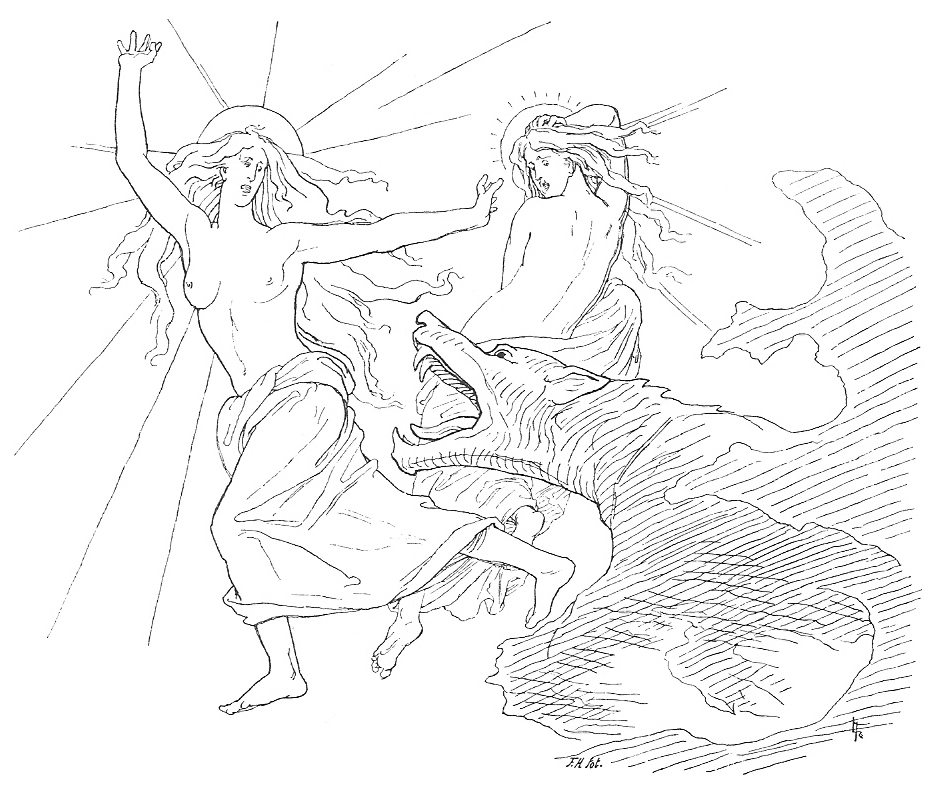
Sól, haar dochter en Fenrir

Ragnarok zal worden voorafgegaan door Fimbulvetr. Drie opeenvolgende winters zonder zomer ertussen leiden ertoe dat alle moraliteit verdwijnt en dat conflicten en vetes uitbreken.
De wolf Sköll of Skalli, en zijn broer Hati zullen ten slotte Sól (de Zon) verslinden en haar broer Mani (de Maan), nadat zij er eeuwen op gejaagd hebben. De sterren verdwijnen van het uitspansel en de wereld wordt in complete duisternis gehuld.
De wereld zal daarbij zo hevig gaan schudden dat alle bomen ontworteld worden, alle bergen instorten, en elke band en veter springt, waarbij Loki vrij komt en ook zijn zoon de wolf Fenrir zich van zijn ketenen ontdoet. Deze verschrikkelijke wolf zijn kwijlende muil zal zo wijd opengapen, dat zijn onderkaak de bodem schraapt en zijn bovenkaak de hemel. En als er ruimte voor is zal hij nog wijder gapen. Vlammen dansen in zijn ogen en komen uit zijn neusgaten.
Terwijl het land onder water loopt, raakt het schip Naglfar vlot, dat al die tijd gemaakt is uit de vinger- en teennagels van de doden. De Midgaardslang rijst vanuit de diepe oceaanbodem aan land en schuddend en wroetend doet ze de zeeën overspoelen. Bij elke ademtocht stoot zij venijn uit, waardoor aarde en lucht in gif schroeien.
Eggther, waker van de Jötuns zal op zijn grafopening zitten tokkelen op zijn harp, met een grimmige lach. De rode haan Fjalar zal naar de reuzen kraaien en de gouden haan Gullinkambi zal naar de goden kraaien. Een derde haan, roestrood zal de doden doen herrijzen in het verblijf van Hel.
Door al dat tumult komen de zonen van Muspell naar voor getreden, met Surt aan kop. Ze pogen de brug Bifröst over te steken, maar die klapt daardoor in elkaar. Garm, de hellehond die voor Gnipahellir gebonden lag komt ook los. Daarop trekken ze naar de Vigrid vlakte en treffen daar de Fenriswolf, de Midgaardslang, Loki, Hrym (de stuurman van Naglfar), alle Hrimthursen (rijpreuzen) en Hels gevolg aan. Zij stellen zich daar in gevechtspositie op.
Dan verheft zich Heimdall, met al zijn kracht blaast hij op de Gjallarhoorn zo luid dat het door alle negen werelden gehoord wordt. Alle goden worden gewekt en komen dadelijk in beraad bijeen. Odin rijdt op Sleipnir naar Mimirs bron voor raad.
Daarop gaat Yggdrasil, de wereldboom (waarvan de Melkweg de bovenste takken vormt), van wortel tot kruintop koortsachtig daveren. Alles op aarde, in de hemel en in de hel gaat aan het schudden.

## Eindstrijd
De Asen en alle Einherjar (de in de slag gevallen helden uit Valhöll) wapenen zich voor de strijd. Odin rijdt voorop met zijn speer Gungnir, zijn gouden helm en prachtig harnas, gevolgd door dit leger van 432.000 helden (800 uit elk van de 540 poorten van Valhöll)).
In de daarop volgende slag vecht Freyr tegen Surtr, waarbij Freyr het onderspit delft, omdat hij (in een andere mythe) zijn zwaard aan Skirnir heeft weggegeven. Garm, de hellehond grijpt Tyr en Tyr doodt hem, maar wordt daarbij zozeer gewond dat hij nog enkel leeft tot nadat de wereld door het vuur vernield wordt. Thor lukt het de Midgaardslang met zijn hamer Mjolnir te doden, maar op amper negen passen van de slang vandaan sterft hij aan haar venijn.

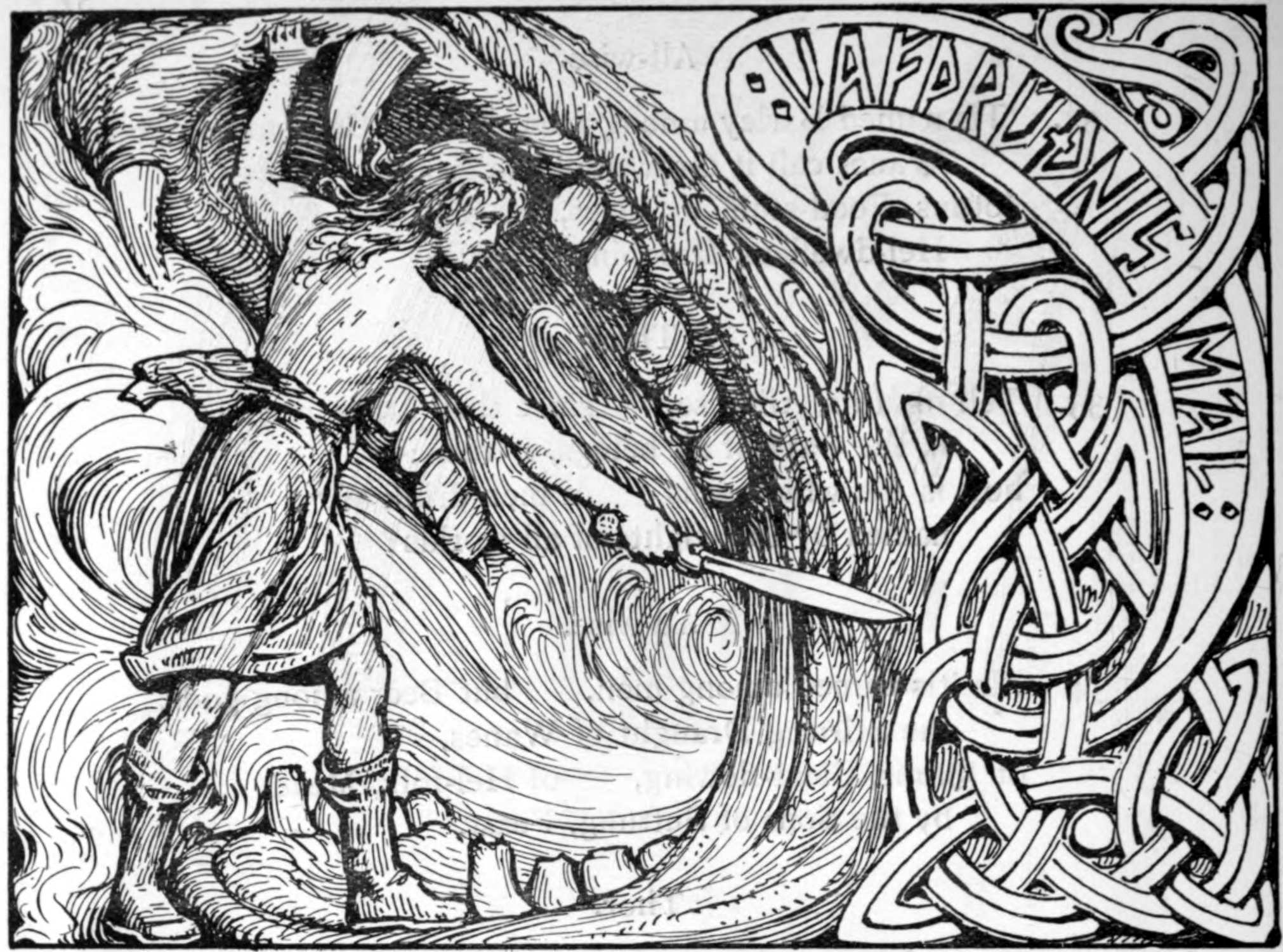
Vidar en Fenrir

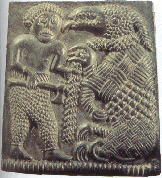
Odin vecht tegen Fenrir

Odin vecht lange tijd met zijn lans tegen Fenrir, maar wordt ten slotte door de wolf opgeslokt. Daarop zet Vidar zijn voet met de schoenzool van opgespaard leer op de onderkaak en scheurt met zijn hand de bovenkaak weg, zodat Fenrir omkomt. Loki vecht tegen Heimdall en ook die twee verslaan elkaar.
Tot slot verspreidt Surt vuur over de negen werelden, waardoor alles vernield wordt in een alomvattende wereldbrand. De aardestructuur zinkt uiteindelijk geheel weg in de oeroceaan.
Maar de balans tussen orde en chaos komt dan toch weer tot een evenwicht, zodat alvader Fimbultyr een geheel nieuwe wereld kan laten ontstaan. Daarin ontmoeten Thors zonen Magni en Modi elkaar met Odins zoon Vidar en Vali een nieuwe hemel die overeenkomt met de vroegere Asgard. Baldr en Hödr keren uit het rijk van Hel terug.

## Na Ragnarok

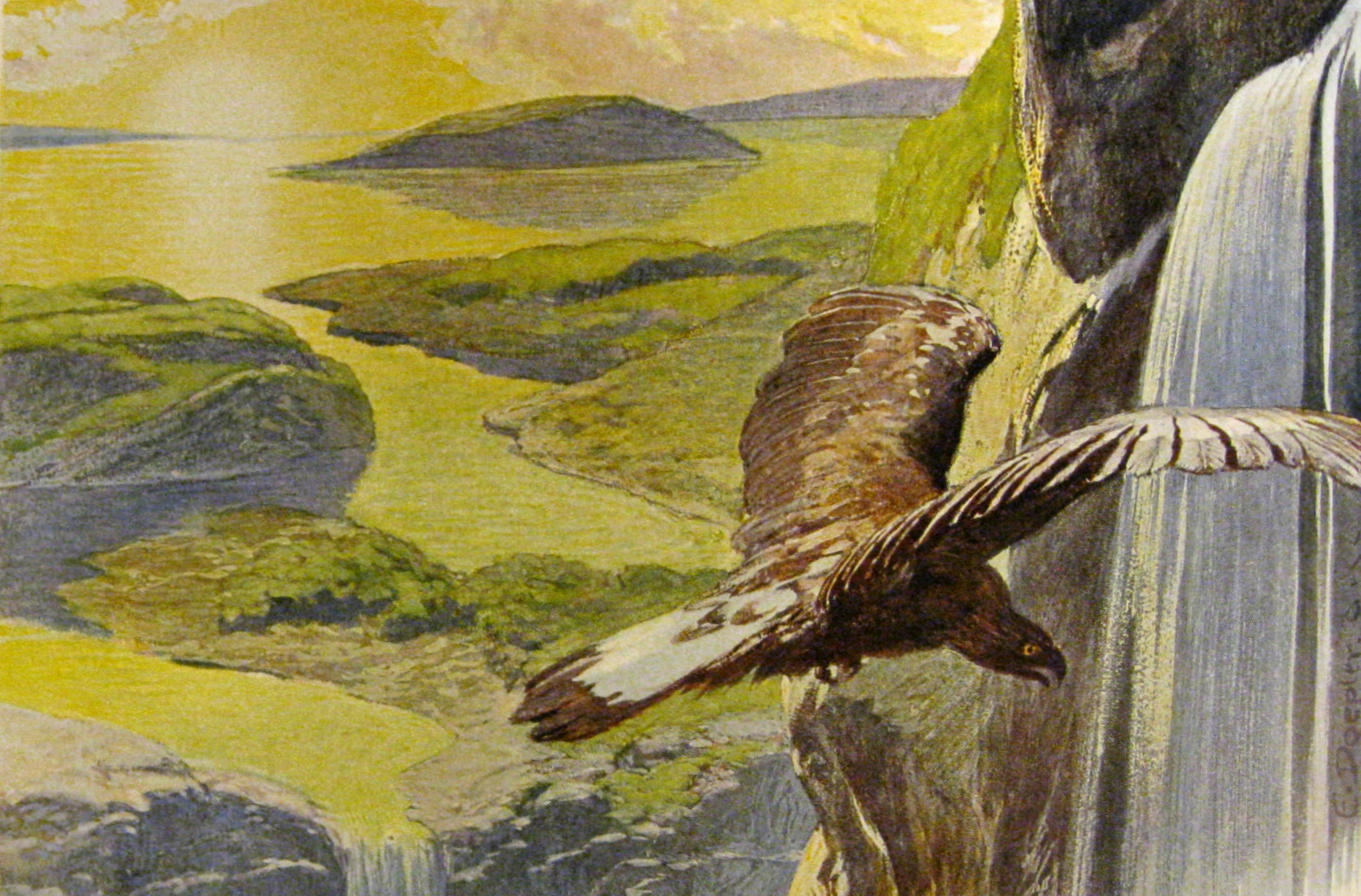
Na Ragnarok, door Emil Doepler

Er zal graan rijpen op de velden die nooit bezaaid werden. De wei Idavoll, op de plaats van het nu vernielde Asgaard, bleef gespaard. De zon herverschijnt als Sol vooraleer ze opnieuw door Sköll wordt opgeslokt, omdat ze een dochter baart, zo mooi en sterk als zijzelf. Die dochter zal haar weg aan de hemel voortzetten.
Enkele goden overleven de vuurproef: Odins broer Vili, Odins zonen Vidar en Vali, Thors zonen Móði en Magni, die hun vaders magische hamer erven, en Hœnir, die de staf zal zwaaien en voorzeggen wat er moet gebeuren. Baldr en zijn broer Hodr, die voor de Ragnarok stierven, zullen terugkomen uit het voormalig verblijf van Hel en in de vroegere hal van hun vader Odin verblijven, Valhalla in de hemel. Op hun bijeenkomst op Idavoll zitten deze goden dan samen en bespreken hun verborgen kennis, waaronder de kwalen Jörmungandr en Fenrir. In het wiegend gras zullen ze de gouden schaakspelen vinden die van de Asen waren en er vol verwondering naar kijken. (Van de godinnen werd er geen uitdrukkelijk genoemd, maar er zijn veronderstellingen dat Frigg, Freya en de meeste andere Vanir zullen overleven).
Er zullen ook twee mensen aan de eindvernieling van de wereld ontsnappen, door zich diep binnenin Yggdrasil te verschuilen, waar Surtrs zwaard niet vernielen kan. Het zijn Lif en Lifthrasir (leven en levenslust). Als ze vanuit hun schuilplaats verschijnen leven ze van ochtenddauw en herbevolken de menselijke wereld. Ze zullen hun nieuw pantheon eren, dat geleid wordt door Baldr.
Het loeiend vuur zal ze niet schroeien; het zal ze zelfs niet raken, en hun voedsel zal ochtenddauw zijn.
Door de takken zullen zij een nieuwe zon zien ontbranden als de wereld eindigt en opnieuw begint. (Völuspá)
Er zullen nog veel hallen over zijn om de zielen van de overledenen te huisvesten. Volgens de Proza-Edda bestaat er een andere hemel zuid van Asgard, Andlang genaamd, en een derde nog verder daarbovenuit, Vidblain genoemd. Het zijn ruimten die beschut zijn tegen Surtrs vuur. Volgens beide Edda's is de beste plaats na de Ragnarok Gimle, een gebouw fraaier dan de zon, met gouden dak, in de hemel. Daar leven de goden in vrede met zichzelf en met elkaar. Daar zal een hal Brimir zijn, een hal op Okolnir (nooit koud), waar veel goede drank wordt geschonken. En dan zal er ook nog Sindr zijn, een excellente halruimte, helemaal uit rood goud gemaakt op Nidafjoll (de donkere bergen). Daarin zullen de zielen van de rechtschapenen huizen.
De Proza Edda vermeldt ten slotte nog Náströnd (lichaamstrand of lijkenstrand). Een even wijde als ongunstige plaats in de onderwereld, waar geen zonlicht doordringt, met alle deuren op het noorden, muren en daken van gevlochten slangen gemaakt, met de koppen naar binnen, die zo veel gif spuwen dat het er als rivieren door stroomt. Dat is de plaats waar eedbrekers, moordenaars en beroepsflirters voor eeuwig doorheen moeten waden.
En op de ergste plaats van alle, Hvergelmir, de kosmische Ruisende Ketel, zal de draak Nidhoggr - nog een overlevende macht van de Ragnarok - de lichamen van de overledenen de duvel aandoen door hun bloed te zuigen.
Het hele verhaal is echter niet het relaas van een definitief einde in een zogenaamde eindkrak, maar de weerspiegeling van een optimistische visie op het cyclisch verloop der dingen. Na elke cyclus is er een uitzuivering gebeurd, en wordt met de gegenereerde kennis en ervaring een nieuwe kosmische poging ondernomen met wat er in essentie altijd overblijft.

## In media
In 2017 ging de film Thor: Ragnarok in première. Deze film is geïnspireerd door Ragnarok en gaat over de avonturen die Thor en Loki meemaken om Asgard te redden.
In 2020 bracht Netflix de zesdelige Noorse serie Ragnarok uit, die zich afspeelt in het fictieve Noorse stadje Edda. Hierin speelt de strijd tussen de reuzen en de jonge Magne (Thor) zich af in het hedendaagse Noorwegen.
In 2022 werd de videogame God of War: Ragnarök uitgebracht door Sony Interactive Entertainment voor de PS4 en PS5. De gebeurtenissen in deze game zijn losjes gebaseerd op die van Ragnarök. 

## Voetnoot
1. ↑  Snorri Sturluson spelde het in zijn Proza Edda als Ragnarøkr, soms Ragnarøkkr, wat Verduistering van de Goden betekent, vandaar de Duitse titel van Wagners werk Götterdämmerung. De uitdrukking Verduistering van de Goden is een fout van niet later dan 1200 n.Chr.
2. ↑  De naam van deze haan wordt nergens vermeld. In de Voluspa werd er alleen naar verwezen als de roestrode vogel: En beneden de aarde | kraait er een andere, | de roestrode vogel | aan de tralies van Hel